# Sirinopteryx interfuscata
Sirinopteryx interfuscata là một loài bướm đêm trong họ Geometridae.